# ان زد اكس تي
ان زد اكس تي (NZXT) هي شركة تصنيع عتاد كمبيوتر أمريكية مقرها في لوس أنجلوس ، كاليفورنيا . تقوم الشركة بتصنيع صندوق الكمبيوتر والمكونات والملحقات لسوق ألعاب الكمبيوتر.
تأسست NZXT في عام 2004 من قبل جوني هو لإنتاج منتجات مخصصة لمجتمع بناء أجهزة الكمبيوتر الشخصي. كان أول منتج للشركة هو NZXT Guardian ، والذي كان عبارة عن صندوق كمبيوتر يتميز بإطار أمامي بلاستيكي يشبه ألعاب Transformers مضاف له تأثيرات إضاءة. بمرور الوقت ، توسعت تدريجياً لتشمل فئات أخرى من أجهزة الكمبيوتر ،  بما في ذلك إمدادات طاقة الكمبيوتر ،  تبريد الكمبيوتر ، واللوحات الأم ،  وأجهزة البث .

## منتجات
تشتهر NZXT بشكل خاص بصناديق الكمبيوتر، ولكنها تبيع أيضًا اللوحات الأم وإمدادات الطاقة ومنتجات التبريد وإضاءة LED وغيرها من الملحقات التي يتم تسويقها للاعبين على أجهزة الكمبيوتر. تقوم الشركة بتصميم وتطوير منتجاتها في لوس أنجلوس وشنتشن .

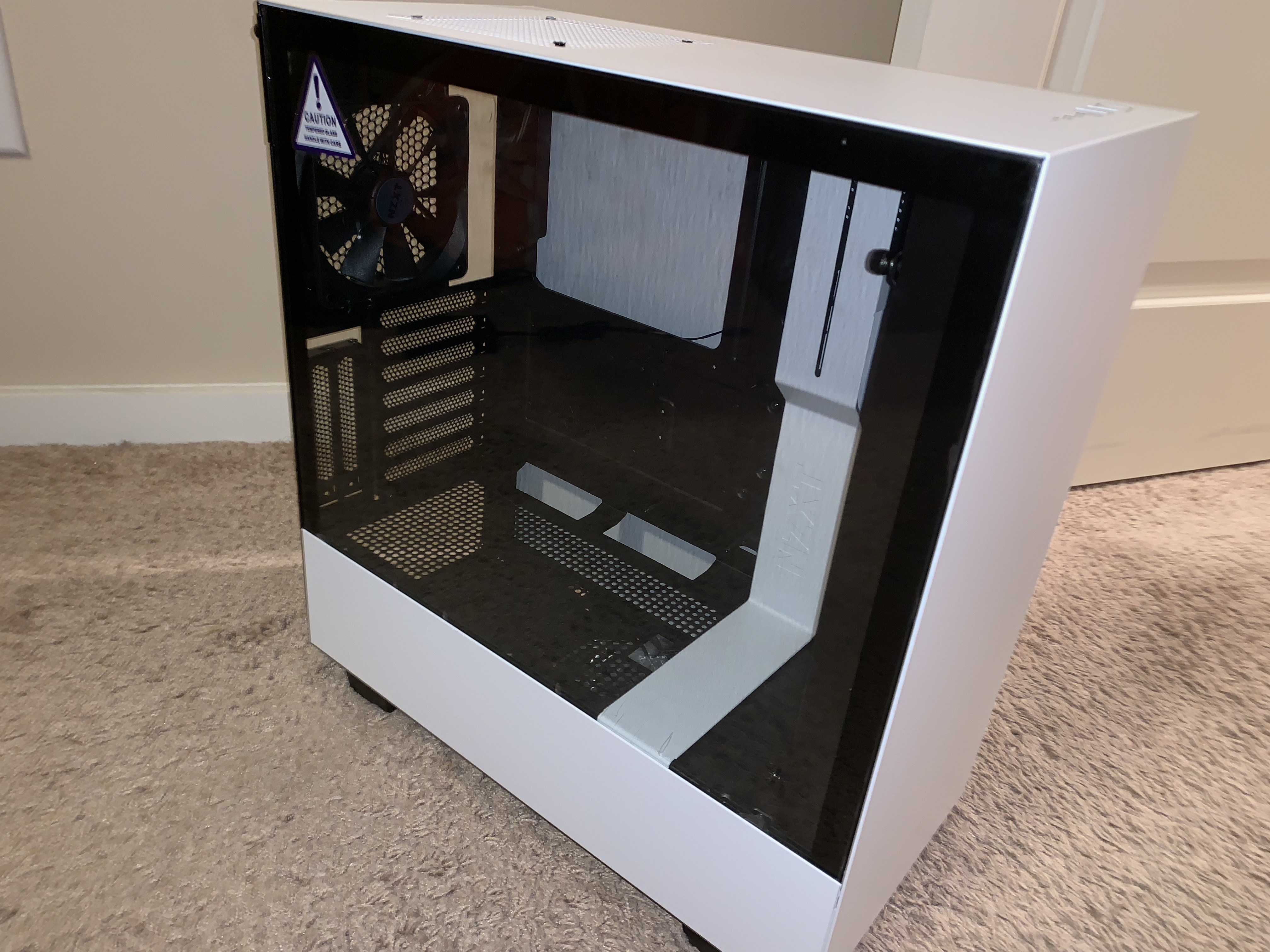
صندوق H500i فارغ المحتويات

### تبريد

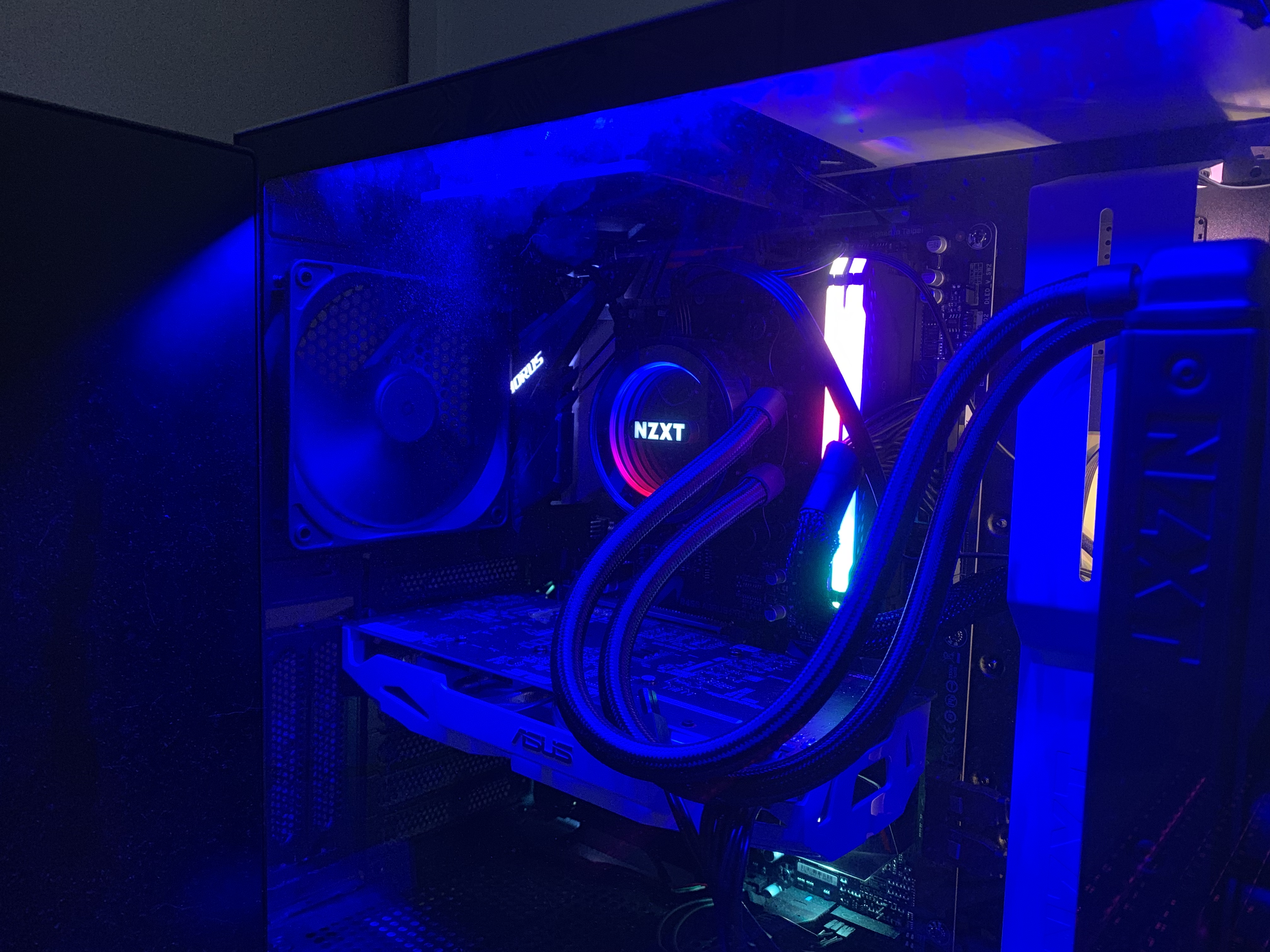
مبرد مائي من NZXT

تمتلك NZXT العديد من منتجات مبردات المياه الكل في واحد ضمن مجموعتها الخاصة المعروفة بKraken. تم إصدار أولها في عام 2013 ، بأحجام 140 ملم و 280 ملم. منذ ذلك الحين أصدرت NZXT عدة تحديثات لهذه المجموعة ، بما في ذلك مبردات جديدة بأحجام 120 مم و 360 مم ، وتحسينات على المضخات والراديتر. في الآونة الأخيرة، أصدروا مبرد جديد تحت اسم Z73 ، والذي يتضمن شاشة LED قابلة للتخصيص.
- قائمة الشركات المصنعة لأجهزة الكمبيوتر